# Comuna Percăuți, Chelmenți
Percăuți (în ucraineană Перківці, transliterat: Perkivți) este o comună în raionul Chelmenți, regiunea Cernăuți, Ucraina, formată din satele Percăuți (reședința) și Putrina.

## Demografie
Componența lingvistică a comunei Percăuți
     Ucraineană (98,92%)
     Alte limbi (1,02%)
Conform recensământului din 2001, majoritatea populației comunei Percăuți era vorbitoare de ucraineană (98,92%), existând în minoritate și vorbitori de alte limbi.